# 센티미엔토: 사랑의 감각
《센티미엔토: 사랑의 감각》(영어: Map of the Sounds of Tokyo)은 2011년에 개봉한 스페인의 영화이다.

## 출연진
- 키쿠치 린코: 류 역
- 세르지 로페즈: 데이빗 역
- 다나카 민
- 오시오 마나부
- 나카하라 다케오